# Bloodhound LSR

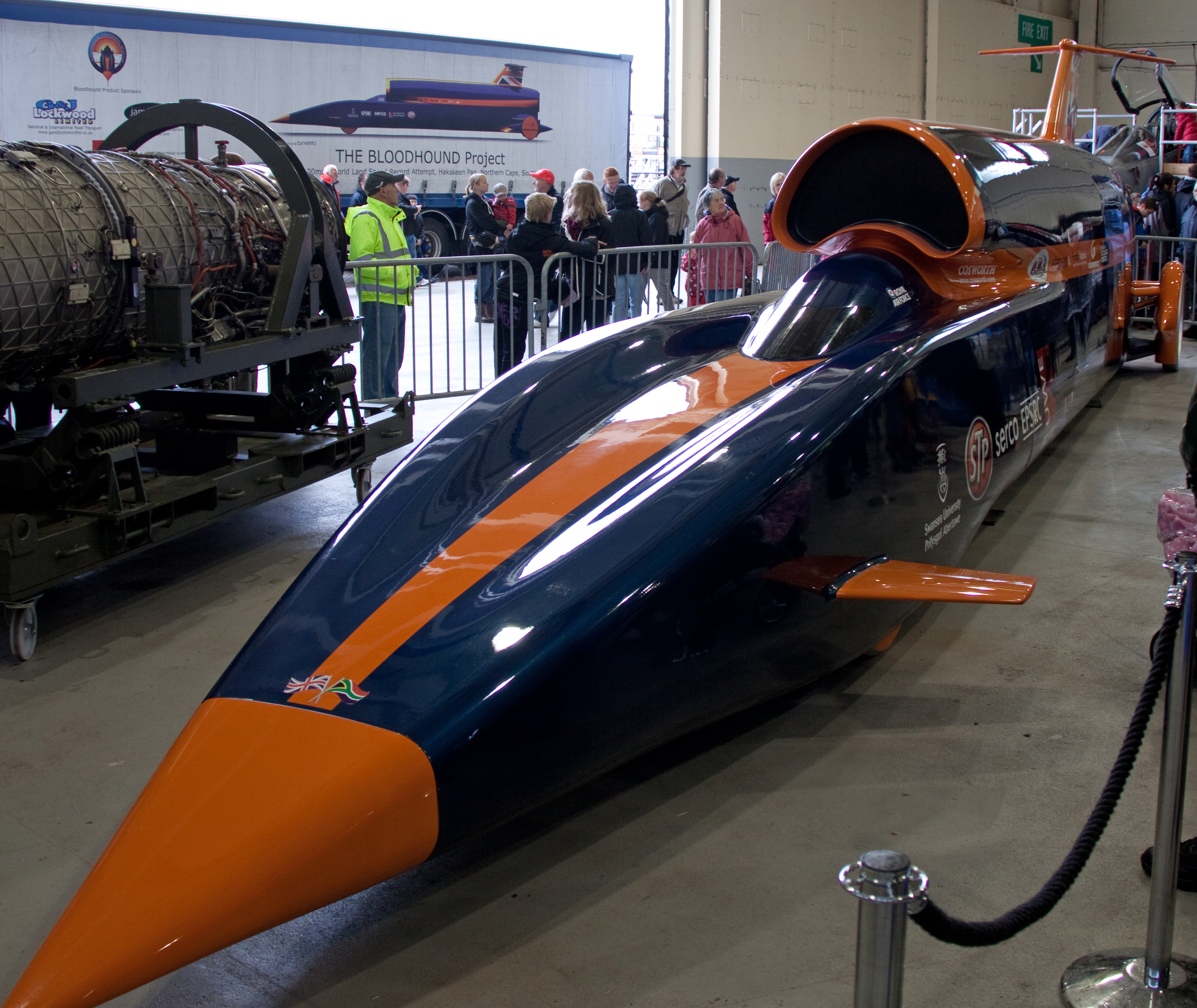
Ein Modell des Bloodhound SSC in Originalgröße im RAF Museum in Cosford, GB

Bloodhound LSR (kurz für Bloodhound Land Speed Record ‚Bloodhound-Landgeschwindigkeitsrekord‘), vormals Bloodhound SSC (Bloodhound Super Sonic Car ‚Bluthund-Überschallauto‘) ist ein britisches Hochgeschwindigkeitsfahrzeug, gebaut  zur Erzielung eines neuen Landgeschwindigkeitsrekords von mindestens 1.000 mph (1.609 km/h). Der Rekord soll mit dem vierrädrigen Hochgeschwindigkeitsfahrzeug mit kombiniertem Raketen- und Turbinenantrieb auf der Hakskeen Pan in der Kalahari-Wüste in Südafrika aufgestellt werden. Nach der Insolvenz der Projektgruppe im Dezember 2018 wurde das Fahrzeug und das komplette Projekt vom Unternehmer Ian Warhurst aufgekauft. Im Januar 2021 gab das Team bekannt, dass aufgrund der Verzögerungen durch die COVID-19-Pandemie und damit einhergehender wirtschaftlicher Einbußen ein neuer Hauptinvestor gesucht wird.

## Entwicklung
An der Entwicklung des Fahrzeugs waren u. a. der Technologiekonzern Lockheed Martin und der gegenwärtige Landgeschwindigkeits-Weltrekordinhaber Andy Green beteiligt, der auch den Weltrekordversuch unternehmen soll.
Die Fahrzeugzelle besteht aus einem Hybrid-Verbundwerkstoff, der aus 13 Lagen Carbonfaser- und Leichtmetallschichten laminiert ist, was für hohe Stabilität bei relativ geringem Gewicht sorgt.
Das Fahrzeug besitzt einen Mischantrieb aus zwei übereinanderliegenden Triebwerken: Ein Raketentriebwerk mit ca. 130 kN Schub und ein Turbofantriebwerk mit Nachbrenner vom Typ Eurojet EJ200 aus dem Eurofighter mit einer Schubkraft von etwa 90 kN. Bekannt waren solche Mischantriebe als Flugzeugantriebe bis Ende der 1950er Jahre.
Anfangs über dem Jet angebracht, wurde das Raketentriebwerk nun unter dem EJ200 platziert, um ab Zündung den enormen Schub mit einer Wirkungslinie etwa in Höhe des Schwerpunkts zu entfalten und damit in der zweiten Beschleunigungsphase, also bei höheren Geschwindigkeiten, den Bodenkontakt zu verbessern und damit eine höhere Richtungsstabilität zu erzielen. Das Fahrzeug soll in 55 Sekunden auf Rekordgeschwindigkeit beschleunigen, bei einem Geräuschpegel von 180 Dezibel.
Das Bremssystem besteht aus drei Teilen: Bei höchsten Geschwindigkeiten wirken Bremsklappen, dann ein Bremsschirm und zuletzt Bremsscheiben an den Rädern.
Das Projekt soll helfen, in England Schüler für technische Berufe zu begeistern. Das Bloodhound-LSR-Fahrzeug soll eine Maximalgeschwindigkeit von 1000 mph erreichen und damit den bestehenden Geschwindigkeitsweltrekord für Landfahrzeuge des Vorgängermodells ThrustSSC um rund 30 % überbieten.
Green fuhr das Fahrzeug am 26. Oktober 2017 auf dem Flughafen von Newquay im Südwesten Englands zur Probe. Es beschleunigte innerhalb von 8 s auf 320 km/h.